# متحف تاراس شيفتشينكو
متحف تاراس شيفتشينكو (بالروسية: Мемориальный музей Тараса Шевченко) هو متحف باسم الشاعر تاراس شيفتشينكو، يقع في مدينة أورينبورغ بروسيا عام 1989م.
تم افتتاح المتحف سنة 1989م خلال الاحتفال بالذكرى 175 لميلاد تاراس شيفتشينكو.